# Georgi Bonew
Georgi Stojczew Bonew (bułg. Георги Стойчев Бонев; ur. 20 czerwca 1954 w Sofii) – bułgarski piłkarz grający na pozycji obrońcy. W swojej karierze rozegrał 34 mecze w reprezentacji Bułgarii.

## Kariera klubowa
Swoją karierę piłkarską Bonew rozpoczął w klubie Łokomotiw Gorna Orjachowica. W 1972 roku zadebiutował w nim w trzeciej lidze. Grał w nim do końca sezonu 1973/1974. Latem 1974 przeszedł do klubu Łokomotiw Sofia grającego w pierwszej lidze bułgarskiej. W sezonie 1977/1978 wywalczył z nim swój jedyny w karierze tytuł mistrza Bułgarii. Z kolei w sezonie 1981/1982 zdobył z nim Puchar Bułgarii. W 1985 roku zakończył w nim swoją karierę.

## Kariera reprezentacyjna
W reprezentacji Bułgarii Bonew zadebiutował 21 września 1977 w wygranym 3:1 meczu Pucharu Bałkanów z Turcją, rozegranym w Sofii. Grał m.in. w: eliminacjach do MŚ 78, do Euro 80 i do MŚ 82. Od 1977 do 1981 rozegrał w kadrze narodowej 34 mecze.